# Urszula Rychlewska
Urszula Rychlewska z domu Ludwinowska (ur. 24 kwietnia 1948 w Jaśle) – polska chemik i nauczyciel akademicki, profesor Uniwersytetu im. Adama Mickiewicza w Poznaniu. Specjalistka w zakresie krystalografii i rentgenografii strukturalnej. Członkini Komitetu Krystalografii Polskiej Akademii Nauk. Profesor wizytujący University of Wyoming (USA). Członek założyciel Polskiego Towarzystwa Krystalograficznego (2002). Doctor honoris causa Uniwersytetu w Kragujevacu (Serbia, 2009). W latach 2011–2014 członek Komisji Chemii Strukturalnej Międzynarodowej Unii Krystalografii.

## Życiorys
Studiowała chemię na Uniwersytecie im. Adama Mickiewicza w Poznaniu. W 1970 zdobyła tytuł magistra i podjęła studia doktoranckie. W 1976 uzyskała stopień doktora nauk chemicznych (również na UAM), a w roku 1987 stopień doktora habilitowanego nauk chemicznych. W 2001 uzyskała tytuł profesora nauk chemicznych.
W 2010 roku po katastrofie smoleńskiej podpisała List w obronie kardynała Stanisława Dziwisza.

## Wypromowani doktorzy
Jest promotorem kilku rozpraw doktorskich:
- 1998 – Beata Warżajtis, Konformacja i oddziaływania międzycząsteczkowe pochodnych kwasu (R,R)–winowego w świetle badań rentgenograficznych
- 1999 – Dušanka Radanović, Stereochemia kompleksów miedzi (II) z aminopolikarboksylanowymi ligandami typu EDTA oraz z ligandami pokrewnymi
- 2008 – Agnieszka Plutecka[a], Badania słabych oddziaływań specyficznych i zjawiska inkluzji w kryształach organicznych
- 2018 – Wioletta Bendzińska-Berus, Funkcja blokująca grupy trytylowej w układach supramolekularnych tworzonych przez chiralne amidy kwasu trifenylooctowego

## Publikacje
Autorka i współautorka ponad 220 publikacji naukowych.

## Odznaczenia
- 1988 - Srebrna odznaka Czechosłowackiej Akademii Nauk (nr 87)
- 2018 - Medal Jana Zawidzkiego[8]

## Życie prywatne
Jej mężem był prof. Jacek Rychlewski (1947–2003). Matka dr. inż. Jeremiego Rychlewskiego.